# Adamówek (Ozorków)
Adamówek (dawniej Adamówka) – część miasta Ozorkowa w województwie łódzkim, w powiecie zgierskim, do końca 1947 samodzielna miejscowość. Leży na południu miasta, wzdłuż ulicy Adamówek.

## Historia
Dawniej samodzielna miejscowość (kolonia). Od 1867 w gminie Strzeblew w powiecie łęczyckim, w 1868 przemianowanej na Piaskowice. W okresie międzywojennym należała do w woj. łódzkim. W 1921 roku liczba mieszkańców wynosiła 17. 1 września 1933 utworzono gromadę Konstancja w granicach gminy Piaskowice, składającą się ze wsi Konstancja, kolonii Adamówka i osady Skrzypiówka. Podczas II wojny światowej włączona do III Rzeszy.
Po wojnie gromada Konstancja powróciła do powiatu łęczyckiego w woj. łódzkim jako jedna z gromad gminy Piaskowice. 
1 stycznia 1948 Adamówek (Adamówkę), jako składową gromady Konstancja, włączono do Ozorkowa.